# Julio Rey
Julio Rey (Toledo, 13 gennaio 1972) è un maratoneta spagnolo.
Nel 1999, dopo aver partecipeto alla maratona di Rotterdam, fu trovato positivo all'esame antidoping e squalificato dalle competizioni per due anni.

## Palmarès
| Anno | Manifestazione  | Sede              | Evento        | Risultato | Prestazione | Note |
| ---- | --------------- | ----------------- | ------------- | --------- | ----------- | ---- |
| 1997 | Mondiali        | Atene             | 10000 m piani | 8º        | 28'07"06    |      |
| 1998 | Europei         | Budapest          | Maratona      | 4º        | 2h13'17"    |      |
| 2001 | Mondiali        | Edmonton          | Maratona      | 37º       | 2h27'59"    |      |
| 2002 | Europei         | Monaco di Baviera | Maratona      | Bronzo    | 2h13'21"    |      |
| 2003 | Mondiali        | Parigi            | Maratona      | Argento   | 2h08'38"    |      |
| 2004 | Giochi Olimpici | Atene             | Maratona      | 58º       | 2h24'54"    |      |
| 2005 | Mondiali        | Helsinki          | Maratona      | 8º        | 2h12'51"    |      |
| 2006 | Europei         | Göteborg          | Maratona      | Bronzo    | 2h12'37"    |      |
| 2007 | Mondiali        | Osaka             | Maratona      | dnf       | dnf         |      |
| 2008 | Giochi Olimpici | Pechino           | Maratona      | dnf       | dnf         |      |

## Campionati nazionali
1998
- 6º ai campionati spagnoli, 10000 m piani - 28'29"33

2002
- Bronzo ai campionati spagnoli, 10000 m piani - 27'51"59

2004
- Argento ai campionati spagnoli di mezza maratona - 1h03'13"

## Altre competizioni internazionali
1997
- 7º alla Stramilano ( Milano) - 1h04'15"
- 10º ai Bislett Games ( Oslo), 10000 m piani - 28'09"04
- 12º al Memorial Van Damme ( Bruxelles), 10000 m piani - 28'21"76

1998
- 4º alla Maratona di Londra ( Londra) - 2h08'33"
- 17º al Golden Gala ( Roma), 5000 m piani - 13'27"20

2001
- Oro alla Maratona di Amburgo ( Amburgo) - 2h07'46"

2002
- Bronzo alla Maratona di Tokyo ( Tokyo) - 2h11'14"

2003
- Oro alla Maratona di Amburgo ( Amburgo) - 2h07'27"

2005
- Oro alla Maratona di Amburgo ( Amburgo) - 2h07'38"
- Argento alla Maratona di Fukuoka ( Fukuoka) - 2h09'41"

2006
- Oro alla Maratona di Amburgo ( Amburgo) - 2h06'52"

2007
- 8º alla Maratona di Parigi ( Parigi) - 2h11'36"

2008
- 16º alla Maratona di Amburgo ( Amburgo) - 2h13'20"
- 8º alla Roma-Ostia ( Roma) - 1h03'59"